# Manuela Sáenz

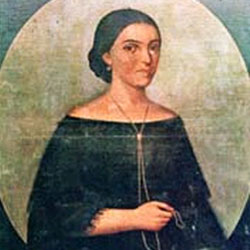
Manuela Sáenz

Doña Manuela Sáenz de Thorne (* 27. Dezember 1797 in Quito, heutiges Ecuador; † 23. November 1856 in Paita, Peru), Libertadora del Libertador, war eine bedeutende südamerikanische Freiheitskämpferin. Sie wird als die erste Feministin des amerikanischen Kontinents angesehen und als eine „bedeutende Kämpferin für die Befreiung Südamerikas“.

## Leben
Sáenz wurde 1797 als uneheliches Kind des verheirateten spanischen Edelmannes Simón Sáenz Vergara und der einheimischen María Joaquina Aizpuru, die aus einer einfachen Familie stammte, in Quito geboren. Ihre Mutter wurde von ihrer Familie verstoßen und die junge Manuelita besuchte die Schule im Konvent von Santa Caterina.
 Im Alter von 17 wurde sie wegen einer Affäre mit einem Offizier aus dem Kovent geworfen. Danach wohnte sie bei ihrem Vater, der 1817 eine Heirat mit dem wohlhabenden englischen Kaufmann John Thorne arrangierte, der doppelt so alt war wie sie. 1819 zog sie mit ihm nach Lima, wo sie einen aristokratischen Lebensstil pflegte und einen Salon unterhielt, in dem Politiker und Offiziere verkehrten. Diese Gäste tauschten Informationen über den Fortgang der Unabhängigkeitsbewegung im spanischen Südamerika aus.
1819 befreiten Simón Bolívar und andere das Neugranada. Manuela Sáenz nahm seit 1820 aktiv an der Verschwörung gegen den peruanischen Vizekönig José de la Serna teil. Für ihre Verdienste während der Revolution wurde sie später als eine der ersten Frauen mit dem peruanischen Orden El Sol ausgezeichnet.
Im Jahr 1822 trennte sich Sáenz von ihrem Ehemann. Im Juni 1822 begleitete sie ihren Vater nach Quito. Dort traf sie Simón Bolívar und wurde seine Geliebte. In den folgenden acht Jahren widmete sie ihr Leben zusammen mit Bolivar dem Befreiungskampf. Ihre Liebesbriefe sind sehr bekannt. Sáenz begleitete Bolívar auf seinen Feldzügen durch Südamerika und unterstützte die Revolution, indem sie Informationen sammelte und Flugblätter verteilte. Außerdem setzte sie sich für Frauenrechte ein. Im Frühjahr 1825 und danach von Februar bis September 1826 wohnte sie mit Bolívar in einem Palast bei Lima. Am 25. September 1828 unternahmen meuternde Offiziere einen Anschlag auf Bolívar, doch mit Manuela Sáenz' Hilfe konnte dieser fliehen. So erhielt sie den Beinamen „Libertadora del Libertador“ (Befreierin des Befreiers). Sie selbst wurde gefasst und musste nach Jamaika emigrieren, kehrte aber später nach Quito zurück. Danach wohnte sie in Bogotá im heutigen Kolumbien.
Bolívar verließ 1830 Kolumbien und starb auf dem Weg in die Karibik, wahrscheinlich an Tuberkulose. Manuela Sáenz blieb von seinem Erbe ausgeschlossen. Sie versuchte sich umzubringen und zog im gleichen Jahr in die kleine nordperuanische Küstenstadt Paita. Verarmt und verachtet, verdiente sie dort 25 Jahre lang ihren Lebensunterhalt mit dem Verkauf von Tabak und mit der Übersetzung von Briefen, die US-Walfänger an ihre südamerikanischen Geliebten schrieben. 1847 wurde ihr Ehemann in Pativilca ermordet, aber sie lehnte es ab, sein Erbe anzunehmen. Nach einem Sturz von ihrer Treppe behindert, starb Manuelita am 23. November 1856 während einer Diphtherie-Epidemie in Paita. Sie wurde in einem Massengrab beigesetzt. Im Zuge der Seuchenbekämpfung wurde ihr Eigentum, darunter auch die Liebesbriefe Bolívars, verbrannt.

## Nachleben

### Würdigung
Der venezolanische Historiker Denzil Romero nennt Sáenz „die vielleicht wichtigste Frau in der Geschichte Lateinamerikas“ und behauptet, dass sie „sogar mehr politischen Einfluss gehabt hat als Evita Perón.“

### Museum Manuela Sáenz
Das Museo Manuela Sáenz in der Calle Junin im Viertel San Marcos in der Altstadt von Quito zeigt Zeugnisse ihres Lebens, Bilder, Briefmarken und persönliche Gegenstände.

### Filme
- Manuela Sáenz. Regisseur: Diego Rísquez, 2000, 97 Minuten.

### Hörspiel
- Daniel Stender, Marcus Weber: Manuela & Simón: Lieben und Leben für die Revolution. Hörspiel, Produktion: Helix Audiodesign Berlin, 2010. Gefördert von der Bundeszentrale für politische Bildung (Info und Mediathek bei der bpb).

## Sekundärliteratur
- Sarah Chambers: Republican Friendship, Manuela Saenz writes Women into the Nation, 1835-1856. In: Hispanic American Historical Review Bd. 81, Nr. 2, Mai 2001, S. 225–257.
- Victor Wolfgang von Hagen: Manuelas Jahreszeiten der Liebe. Manuela Saenz und Simón Bolívar (The Four Seasons of Manuela). Rowohlt, Reinbek 1967 (Biographie).
- James D. Henderson, Linda R. Henderson, and Suzanne M. Litrel: Manuela Sáenz, 1797–1856. In: dies.: Ten notable women of colonial Latin America. Rowman & Littlefield, Lanham u. a. 2023, ISBN 978-1-5381-5299-7, S. 213–236
- Gregory Kauffman: Manuela. RLN Press, Seattle WA 1999, ISBN 0-9704250-0-7 (englische Leseprobe).
- Pamela S. Murray: “Loca” or “Libertadora”? Manuela Sáenz in the Eyes of History and Historians, 1900 – c. 1990. In: Journal of Latin American Studies Bd. 33, 2001, S. 291–310.
- Maria Pettersson: Manuela Sáenz. In: Dies.: Anführerinnen, Agentinnen, Aktivistinnen. Außergewöhnliche Frauen, die Regeln brachen. Knaur, München 2023, ISBN 978-3-426-28619-7, S. 153–162.